# Stewart SF3
La Stewart SF3 è una vettura di Formula 1, costruita dalla Stewart Grand Prix per partecipare al Campionato mondiale di Formula 1 1999.

## Contesto

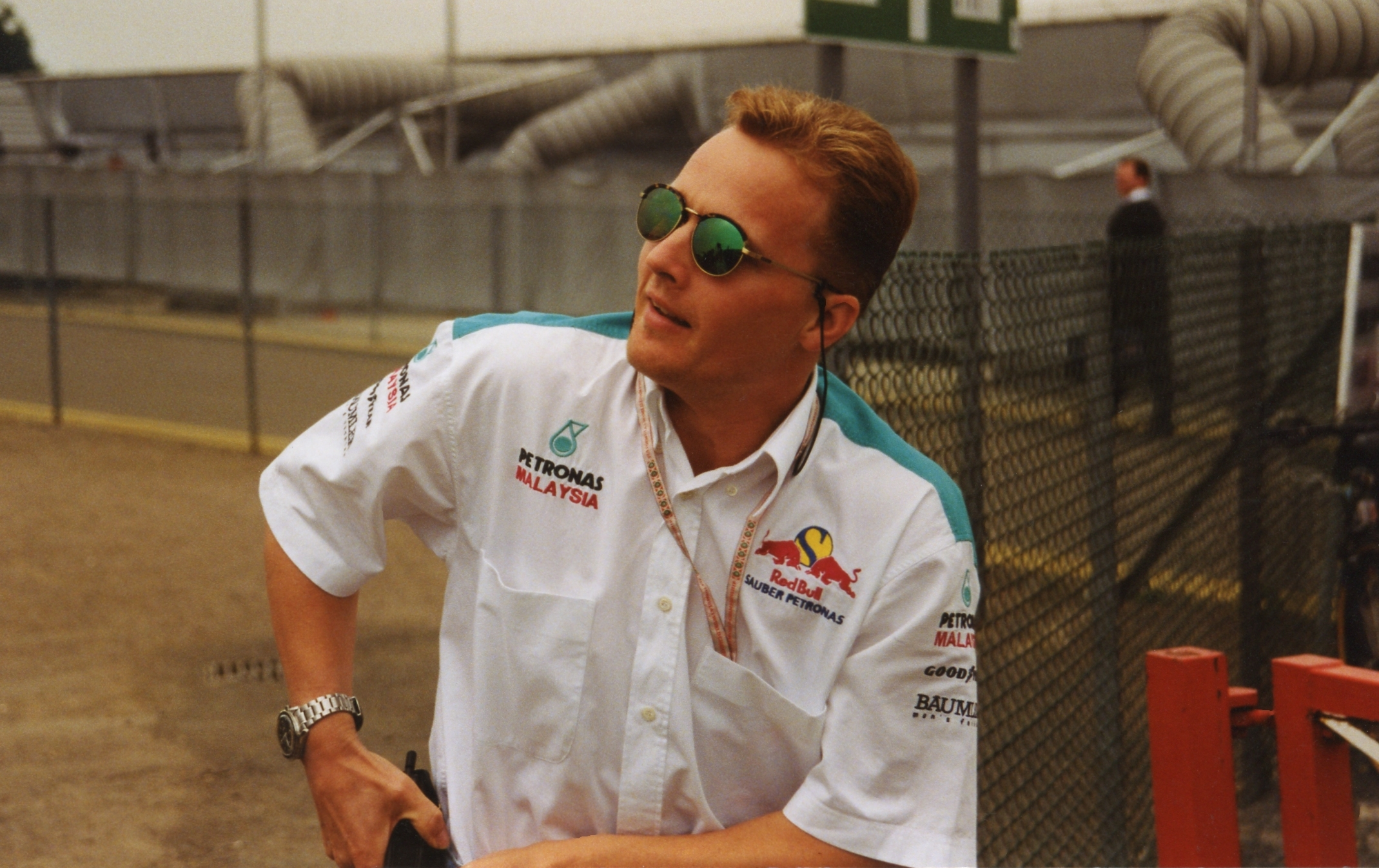
Il britannico Johnny Herbert, proveniente dalla Sauber, viene scelto da Jackie Stewart come secondo pilota del team.

### Ultimo anno di attività e vendita alla Ford
Dopo appena due stagioni di attività, seppur con risultati poco brillanti, il patron della scuderia ed ex pilota di Formula 1 Jackie Stewart decide di vendere la squadra a fine stagione 1999 alla casa automobilistica statunitense Ford, che nel frattempo ha acquisito anche le quote societarie della Cosworth, azienda con un passato glorioso nella massima serie e fornitore di motori della stessa Stewart in collaborazione con Ford.

### Piloti
A seguito della stagione 1998, l'olandese Jos Verstappen, chiamato dal team di Milton Keynes a stagione in corso per sostituire l'appiedato Jan Magnussen, non viene riconfermato nel team venendo sostituito dall'inglese Johnny Herbert, proveniente dalla Sauber con un passato anche in Benetton, Tyrrell, Lotus e Ligier.
Ad affiancare il britannico nel ruolo di prima guida è l'ex pilota della Jordan Rubens Barrichello, alla sua terza stagione nel team.

## Stagione

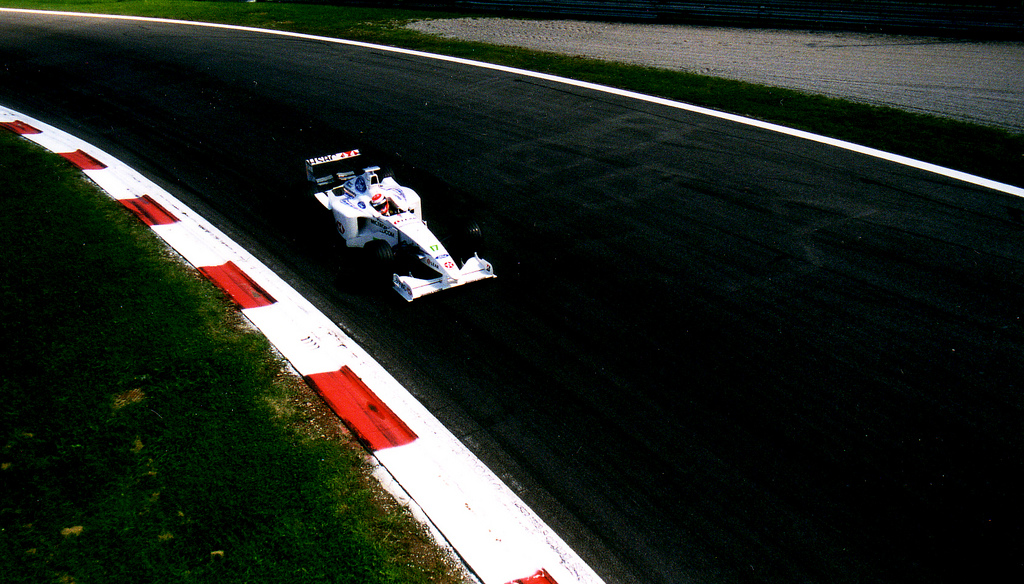
Johnny Herbert durante il Gran Premio d'Italia.

A differenza della stagione precedente, dove l'antenata SF02 peccava di affidabilità ma soprattutto di competitività, la nuova SF3 si dimostra una vettura più prestazionale e migliorata sotto l'aspetto dell'affidabilità (che nelle due stagioni precedenti si è rivelata essere il tallone d'Achille delle vetture anglosassoni), capace di lottare sin da subito per la zona punti.
In Australia, infatti, Barrichello si piazza in un'ottima quarta posizione in qualifica e raccoglie subito i primi due punti in gara arrivando 5º al traguardo anche grazie ai ritiri delle due McLaren di Mika Häkkinen e David Coulthard. Parte invece male la stagione di Herbert: prima della partenza, infatti, un incendio causa la rottura di entrambe le vetture, ragion per il quale solo il brasiliano può ripartire con il muletto mentre l'inglese è già subito costretto al ritiro.
Dopo un doppio ritiro in Brasile, dove Barrichello ha inoltre condotto la gara per alcuni giri prima di ritirarsi, ad Imola Barrichello arriva sorprendentemente terzo dietro la Ferrari di Michael Schumacher e la McLaren di Coulthard raccogliendo il secondo podio nella storia del team, il primo dopo quello raccolto a Monaco nel 1997; Herbert, invece, è costretto al ritiro nelle tornate finali mentre occupava il quinto posto.
Seguono poi tre Gran Premi consecutivi senza risultati utili per Barrichello, mentre Herbert riesce finalmente a ottenere i primi punti arrivando 5º in Canada, ma è alla successiva corsa a Magny-Cours che la Stewart sorprende di nuovo tutti: grazie alle condizioni meteo avverse, Barrichello ottiene la prima, storica, (e unica) pole position per la squadra di Milton Keynes, riuscendo anche a tenere la testa della corsa per buona parte della gara ingaggiando un duello con la Ferrari di Schumacher prima di doversi però arrendere alla Jordan di Heinz-Harald Frentzen e alla McLaren di Hakkinen arrivando comunque sul podio al traguardo, il terzo nella storia del team.
Nelle successive sei gare solo il brasiliano è in grado di portare punti con un quinto posto in Ungheria e un quarto posto a Monza mentre Herbert, pagando anche l'inesperienza con questa vettura, non riesce a fare meglio dell'11º posto finale come miglior risultato.
Ciò che però avviene nella tappa successiva a quella brianzola è destinato a cambiare per sempre la storia del team: al Nürburgring le due vetture inglesi partono in condizione totalmente sfavorevole, qualificandosi al sabato in 14ª e 15ª posizione a causa anche del meteo incerto che ha condizionato la strategia del muretto Stewart. La gara della domenica rimescola però le carte in tavola, con Barrichello ed Herbert che si rendono protagonisti di un'eccellente rimonta, aiutati anche dai ritiri e dagli errori delle macchine che li precedono: ad avere la meglio nel confronto tra i due è l'inglese, che porta la Stewart alla vittoria per la prima ed unica volta nella sua breve storia, la terza ed ultima in carriera dopo un digiuno di quattro anni per il pilota di Brentwood che aveva trionfato l'ultima volta prima di allora al Gran Premio d'Italia 1995, quando ancora guidava per la Benetton.
Barrichello, dal canto suo, chiude la gara in terza posizione, raccogliendo insieme al compagno di squadra l'ultima apparizione a podio della Stewart in Formula 1.
Nella penultima gara in Malesia, entrambe le vetture vanno a punti per l'ultima volta arrivando in quarta e quinta posizione; nella gara finale in Giappone entrambi arrivano fuori dai punti: finisce così l'ultima stagione della Stewart nella massima serie, la migliore delle tre disputate e con il quarto posto ottenuto a discapito della Williams e della Benetton favorite ad inizio campionato.

## Piloti
| Piloti ufficiali       | Piloti ufficiali   | Piloti ufficiali |
| Nazione                | Nome               | Numero           |
| ---------------------- | ------------------ | ---------------- |
| Brasile (bandiera)     | Rubens Barrichello | 16               |
| Regno Unito (bandiera) | Johnny Herbert     | 17               |
| Piloti di riserva      |                    |                  |
| Nazione                | Nome               | Numero           |
| Brasile (bandiera)     | Luciano Burti      |                  |

## Risultati completi in Formula 1
| Anno | Team               | Motore            | Gomme | Piloti      |    |     |    |     |     |     |     |    |     |     |    |     |     |   |   |   | Punti | Pos. |
| ---- | ------------------ | ----------------- | ----- | ----------- | -- | --- | -- | --- | --- | --- | --- | -- | --- | --- | -- | --- | --- | - | - | - | ----- | ---- |
| 1999 | Stewart Grand Prix | Ford CR-1 3.0 V10 | B     | Barrichello | 5  | Rit | 3  | 9   | SQ  | Rit | 3   | 8  | Rit | Rit | 5  | 10  | 4   | 3 | 5 | 8 | 36    | 4º   |
| 1999 | Stewart Grand Prix | Ford CR-1 3.0 V10 | B     | Herbert     | NP | Rit | 10 | Rit | Rit | 5   | Rit | 12 | 14  | 11  | 11 | Rit | Rit | 1 | 4 | 7 | 36    | 4º   |